# Rikotipass
Der 996 m hohe Rikotipass (georgisch რიკოთის უღელტეხილი, Rikotis ugheltechili) ist ein Gebirgspass im südlichen Teil des Lichi-Gebirges, welches Georgien in einen westlichen und östlichen Teil trennt.

## Geographie
Mit einer Passhöhe von 996 m ist der Rikotipass ein bedeutender Übergang des Lichi-Gebirges, der den Großen Kaukasus im Norden mit dem Kleinen Kaukasus im Süden verbindet und die Kolchische Tiefebene von der Transkaukasischen Senke trennt. Der etwas niedrigere Suramipass verläuft etwa 2 km weiter südlich.
Die Fernstraße ს-1 von Tbilisi nach Kutaissi unterquert den Gebirgskamm unter dem Rikotipass durch den 1982 eröffneten 1,722 m langen Rikotitunnel; im ursprünglichen Verlauf führt die Straße bis heute unter der Nummer შ56 als Alternativstrecke über den Rikotipass.

## Kapazitätserweiterung der Straßenverbindung
Seit ein paar Jahren wird, im Zuge der Modernisierung der Fernstraße ს-1, an einem Ausbau des Rikotipasses geplant und gearbeitet, um eine beschleunigte Verbindung des West- und Ostteils Georgiens zu ermöglichen. Das Projekt wird in vier Abschnitten durchgeführt, unter anderem mit chinesischer Beteiligung. Angedacht ist eine Bauzeit von 2020 bis 2023, dafür werden 181 Millionen Euro investiert, durch den Ausbau 5000 Arbeitsplätze geschaffen.
Im Abschnitt Khevi-Ubisa wurden drei Tunnel mit 346,5 m, 223 m und 180 m gegraben, im Abschnitt Ubisa-Shorapani sind 13 km Fahrbahnen, 27 Brücken und 18 Tunnels in Ausführung. Im vierten Abschnitt Shorapani-Argveta werden die Fahrbahnen auf vier erweitert sowie 14 Brücken und 12 Tunnels auf insgesamt 14,7 km entstehen. 
Insgesamt sind 51,6 km Straße am Rikotipass verplant, mit 96 Brücken und 53 Tunneln. Die Gesamtstrecke wird um etwa 30 km kürzer ausfallen, und die Reisegeschwindigkeit soll, zwischen den Grenzen Azerbaijan-Georgien und Georgien-Türkei, von rund 8 Stunden auf 4,5 Stunden sinken.

Georgien, Rikotipass
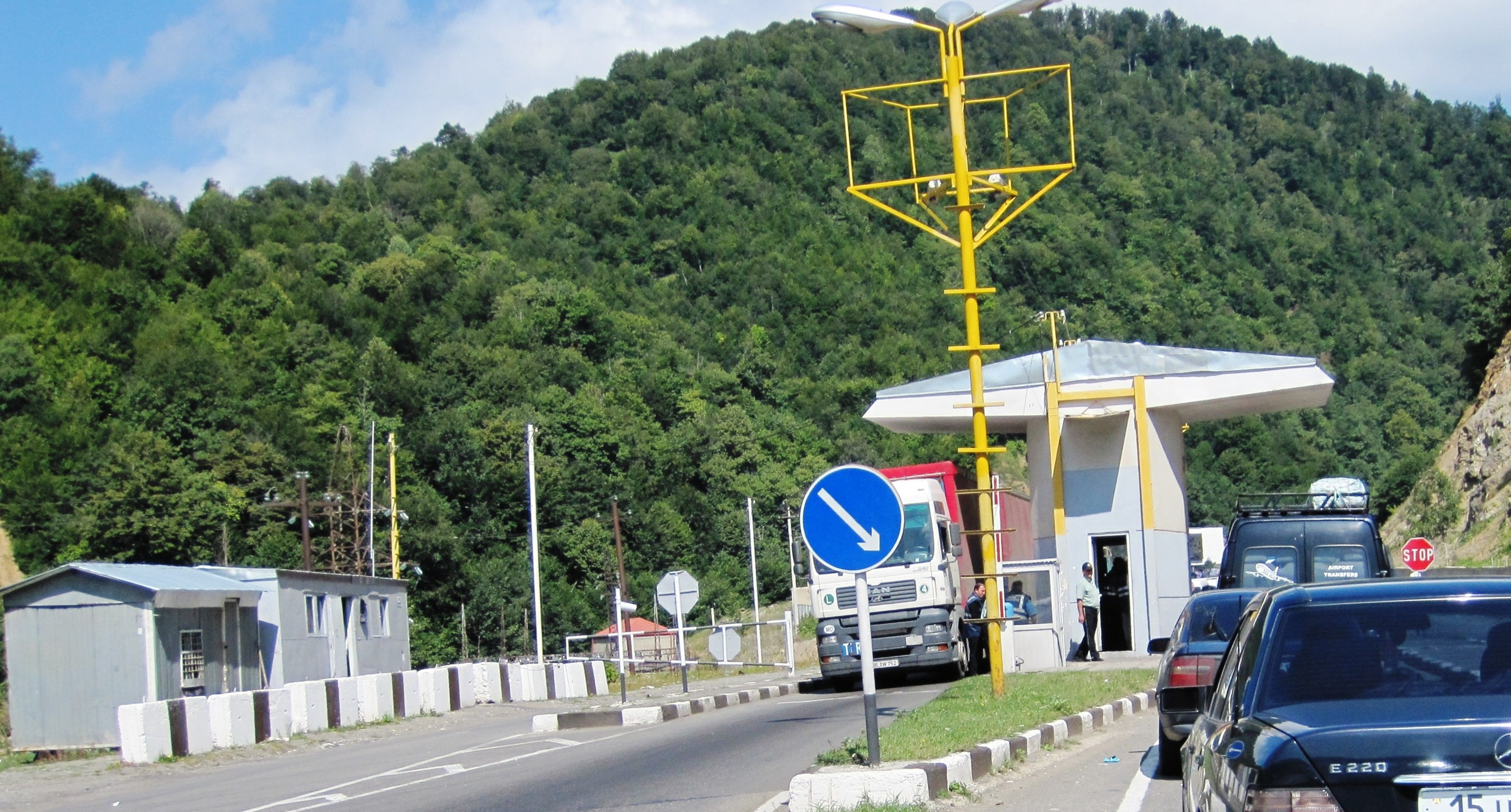
Alte Passstraße, შ56
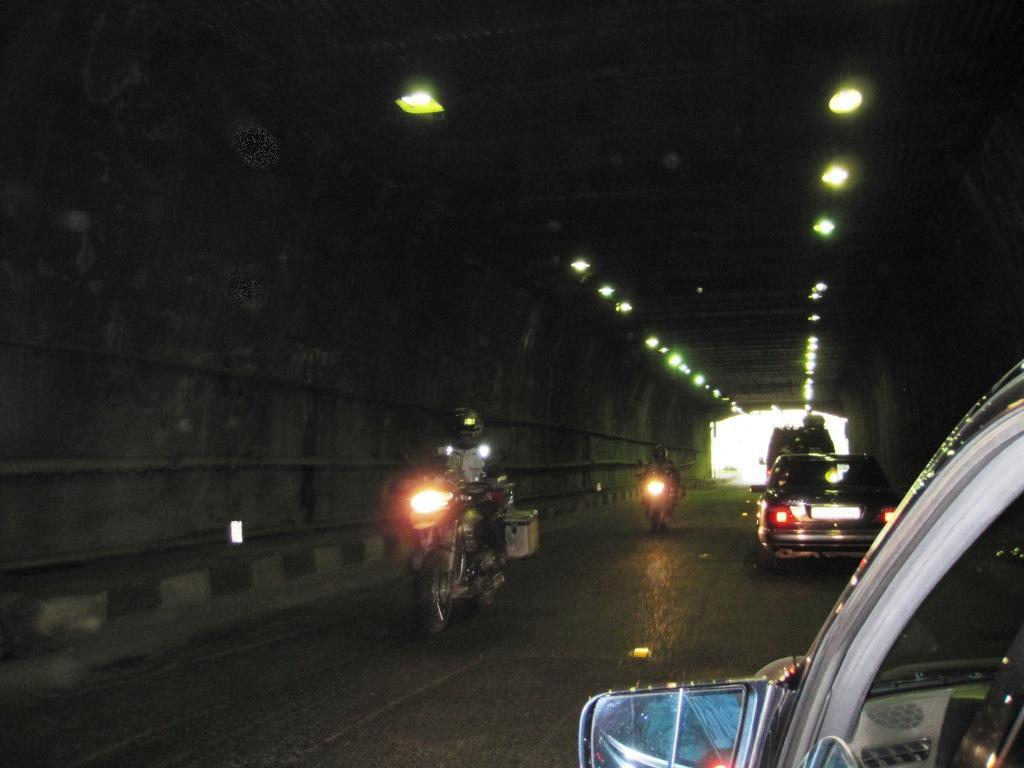
Tunnel, neuere ს-1